# L'infirmière a le bistouri facile
L'infirmière a le bistouri facile (La dottoressa ci sta col colonnello) est un film italien réalisé par Michele Massimo Tarantini et sorti en 1980.